# Dansul ploii

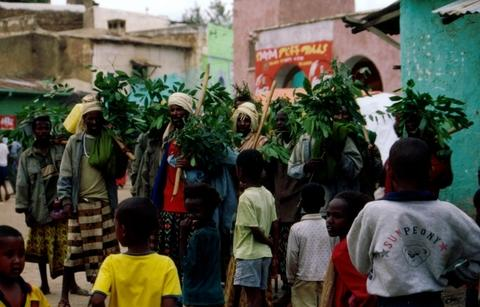
Un „Dans al ploii” la Harar, în estul Etiopiei

Dansul ploii este un dans ceremonial asociat unor ritualuri magice de invocare a ploii, în speranța de a provoca declanșarea acesteia cu scopul de a asigura viabilitatea culturilor și de a păstra sănătatea lor.
Acest tip de dans se întâlnește în diverse culturi, de la Egiptul antic la nativii americani. În sud-estul Europei în secolul al XX-lea, acest tip de dans se mai regăsește asociat ritualurilor românești (Paparuda și Caloianul) sau slave (Perperuna).
La acest dans participă fete tinere înveșmântate în frunze, care stropesc în jurul lor apă, în timp ce se rotesc într-un cerc cu scopul de a acționa o vrajă a vântului.